# Château d'Ecquevilly
Le Château d'Ecquevilly est un château situé à Ecquevilly dans le département des Yvelines, anciennement Château de Fresne. 

## Histoire
Datant du XVIe siècle, ce château situé près de l'église connut autrefois des heures fastueuses. Il fut construit en deux ans seulement, sur les plans de l'architecte protestant Baptiste Androuet du Cerceau, après commande passée le 15 novembre 1578 par François d'O, surintendant des finances du roi Henri III. François d'O y reçut plusieurs fois le roi dont il était l'un des favoris ("mignons").
Fresne devint Ecquevilly en 1724, par érection en marquisat d'Ecquevilly. 
Le château de Fresne-Equevilly ne survécut pas à la Révolution. Abandonné et pillé, le château fut répertorié comme masure et ruine en 1838. 
Les ruines du château furent achetées par M. Baudouin qui les a conservées jusqu'en 1864. À cette date M. Henri Purget construisit le château actuel, sur l'emplacement exact du château de François d'O, plus petit que celui-ci, il en garde le style et le souvenir et sert actuellement de mairie.

## État actuel
Seuls restent du château initial du XVIe siècle : Le porche d'accès à la cour d'honneur, une grande partie des fossés, trois statues dont une "Diane" magnifique, le colombier, le porche d'entrée de la ferme du château (classé), une partie de la basse-cour (domaine privé).

## Au cinéma
Dans Tintin et les oranges bleues (1965), le mythique château de Moulinsart du capitaine Haddock, imaginé par Hergé d'après le château de Cheverny, est cependant représenté par ce château,.